# Robert M. Parker
Robert McDowell Parker, Jr. (Baltimore, Maryland, 23 juli 1947) is een invloedrijke wijnjournalist uit de Verenigde Staten van Amerika, vaak beschouwd als de meest invloedrijke wijnjournalist.
Parker heeft aan de University of Maryland geschiedenis en recht gestudeerd. Tot 1984 werkte hij als advocaat, voordat hij zich volledig toelegde op wijn.
In 1978 startte Parker met The Wine Advocate, omdat toentertijd weinig recensies werden geschreven door personen zonder commercieel belang bij de wijnindustrie. Parker vestigde zijn naam definitief toen hij de Bordeaux jaargang 1982 - in tegenstelling tot de meeste andere wijnjournalisten - de waardering "superb" gaf. In 2012 had The Wine Advocate 50.000 abonnees, waarvan 80% uit de Verenigde Staten.
Eind 2012 kondigde Parker aan een "substantieel belang" in zijn bedrijf te verkopen en zijn functie als hoofdredacteur neer te leggen. Zijn belang wordt overgenomen door een drietal Singaporese hedgefonds investeerders.

## Puntensysteem
Robert Parker proeft meerdere duizenden wijnen per jaar. In een wijnbeoordelingssysteem worden de wijnen ingedeeld op een 100-punten schaal.
| Aantal punten | Omschrijving |
| ------------- | --- |
| 96 - 100      | Een uitzonderlijke wijn met een diep en complex karakter die alle eigenschappen weerspiegelt die verwacht mogen worden van een klassieke wijn van deze druif. |
| 90 - 95       | Een uitstekende wijn van buitengewone complexiteit en karakter. Kortom, dit zijn geweldige wijnen.                                                            |
| 80 - 89       | Van net bovengemiddeld tot zeer goede wijnen met verschillende gradaties van finesse, smaak en karakter zonder merkbare fouten.                               |
| 70 - 79       | Een gemiddelde wijn zonder bijzondere kenmerken, buiten dat de wijn degelijk gemaakt is. In wezen een eenvoudige, onopvallende wijn.                          |
| 60 - 69       | Een benedengemiddelde wijn met merkbare fouten, zoals scherpe zuren en/of tannines, het ontbreken van smaak of een vieze geur of smaak.                       |
| 50 - 59       | Een onacceptabele wijn. |

Het aantal punten wordt als volgt opgebouwd:
| Omschrijving                                                                                                | Aantal punten |
| --- | ------------- |
| Algemene kleur en indruk                                                                                    | 5             |
| Aroma en bouquet (afhankelijk van de intensiteit en kracht van het aroma als van de zuiverheid van de wijn) | 15            |
| Smaak en afdronk (intensiteit van de smaak, balans, zuiverheid en diepte en lengte op het smaakpalet)       | 20            |
| Algemene indruk van het niveau en potentie om verder te ontwikkelen en verbeteren (ouderen)                 | 10            |
| Basispunten                                                                                                 | 50            |
| Totaal | 100           |

Overigens wijst Parker er wel op, dat er geen vervanging bestaat voor de eigen waarneming. Feit is dat de wijnverkopers veelal het puntentotaal van Parker bij de wijnen in de catalogi vermelden en dat hiermee zich de afzet van de wijn laat verhogen.

## Kritiek
Het patroon van scores door de jaren heen, heeft duidelijk laten zien dat Parker veel punten geeft aan krachtige, geconcentreerde wijnen, vooral wijnen die worden gedomineerd door cabernet sauvignon (Bordeaux, Napa Valley), syrah (Rhône, vooral Côte Rôtie) en de wijnen uit Châteauneuf-du-Pape. Omdat het aantal "Parkerpunten" een grote invloed heeft op de prijsontwikkeling, zijn veel wijnmakers overal ter wereld krachtige, geconcentreerde wijnen gaan maken om maar veel Parkerpunten te scoren. Dit heeft geleid tot een vervlakking qua variatie en een onderwaardering van elegante, verfijnde wijnen, zoals die uit Bourgogne.
Sommige critici verwerpen het idee dat wijn op een schaal van 100 punten kan of moet worden gescoord. Parker is een groot pleitbezorger van het "absoluut scoren", hetgeen betekent dat een wijn, los van de context, altijd hetzelfde aantal punten van hem zou krijgen. In een interview heeft hij echter toegegeven dat het toekennen van 96, 97, 98, 99 of 100 punten toch afhankelijk is van de emotie van het moment. "Een schrale troost voor de wijnmaker die 'slechts' 98 of 99 punten voor zijn of haar wijn krijgt. Het effect op de prijs is immers bekend..."

## Boeken
Robert Parker heeft de volgende boeken over wijn geschreven:
- 1985: Bordeaux (Simon and Schuster)
- 1987: Parker's Wine Buyer's Guide en The Wines of the Rhône Valley and Provence
- 1989: de tweede Wine Buyer's Guide
- 1990: Burgundy
- 1991: gereviseerd en uitgebreide versie van Bordeaux
- 1993: de derde Wine Buyer's Guide
- 1995: de vierde Wine Buyer's Guide
- 1997: The Wines of the Rhône Valley
- 1998: de derde editie van Bordeaux